# Ермаково (Пестовский район)
Ермаково — деревня в Пестовском муниципальном районе Новгородской области. Входит в состав Охонского сельского поселения. По всероссийской переписи населения 2010 года население деревни — 2 человека (двое мужчин).
Площадь территории деревни — 1,3 га. Ермаково находится на левобережье Меглинки, на высоте 126 м над уровнем моря, к востоку от Охоны и к югу от автодороги Р8.

## История
В списке населённых мест Устюженского уезда Новгородской губернии за 1909 год деревня Ермаково (Шишово) указана как относящаяся к Охонской волости (2-го стана, 4-го земельного участка). Население деревни Ермаково (Шишово), что была тогда на земле Дурманского сельского общества — 42 жителя: мужчин — 20, женщин — 22, число жилых строений — 15; тогда в деревне имелись две пекарни, а также кузня и слесарня. Затем с 10 июня 1918 года до 31 июля 1927 года в составе Устюженского уезда Череповецкой губернии, затем в составе Охонского сельсовета Пестовского района Череповецкого округа Ленинградской области. По постановлению ЦИК и СНК СССР от 23 июля 1930 года Череповецкий округ был упразднён, а район перешёл в прямое подчинение Леноблисполкому. По Указу Президиума Верховного Совета СССР от 5 июля 1944 года Пестовский район был передан из Ленинградской области во вновь образованную Новгородскую область. Во время неудавшейся всесоюзной реформы по делению на сельские и промышленные районы и парторганизации, в соответствии с решениями ноябрьского (1962 года) пленума ЦК КПСС «о перестройке партийного руководства народным хозяйством» с 10 декабря 1962 года был образован, в числе прочих, крупный Пестовский сельский район на территории Дрегельского, Пестовского и Хвойнинского районов. сельсовет и деревня вошли в состав этого района, а 1 февраля 1963 года административный Пестовский район в числе прочих был упразднён. Пленум ЦК КПСС, состоявшийся 16 ноября 1964 года восстановил прежний принцип партийного руководства народным хозяйством, после чего Указом Верховного Совета РСФСР от 12 января 1965 года сельские районы были преобразованы вновь в административные районы и решением Новгородского облисполкома № 6 от 14 января 1965 года сельсовет и деревня вновь в составе Пестовского района.
С принятием закона от 6 июля 1991 года «О местном самоуправлении в РСФСР» была образована Администрация Охонского сельсовета (Охонская сельская администрация), затем Указом Президента РФ № 1617 от 9 октября 1993 года «О реформе представительных органов власти и органов местного самоуправления в Российской Федерации» деятельность Охонского сельского Совета была досрочно прекращена, а его полномочия переданы Администрации Охонского сельсовета. По результатам муниципальной реформы, с 2005 года деревня входит в состав муниципального образования — Охонское сельское поселение Пестовского муниципального района (местное самоуправление), по административно-территориальному устройству подчинена администрации Охонского сельского поселения Пестовского района. В 2012 году Новгородская областная дума (постановлением № 50-5 ОД от 25.01.2012) постановила уведомить Правительство Российской Федерации об упразднении в числе прочих Охонского сельсовета Пестовского района.